# Pandemia de COVID-19 en Minas Gerais
El primer caso de la pandemia de enfermedad por coronavirus en Minas Gerais, estado de Brasil, inició el 6 de marzo de 2020. Hay 113.718 casos confirmados y 2.461 fallecidos.

## Cronología

### Marzo
El primer caso confirmado de COVID-19 en Minas Gerais fue anunciado el 8 de marzo por el Ministerio de Salud, siendo un paciente de 47 años.
El 12 de marzo, se confirmó el segundo caso de coronavirus en Minas Gerais, siendo este en la ciudad de Ipatinga, en el Vale do Aço.
El 14 de marzo, el número de casos confirmados en el estado era de 4, con 297 casos sospechosos en esa fecha.
El 16 de marzo, el número de casos confirmados en el estado aumentó a 6, con 420 casos sospechosos en esa fecha.
El 17 de marzo, el número de casos confirmados en el estado aumentó a 14, con 692 casos sospechosos en esa fecha.

### Abril
El 8 de abril de 2020, un estudio de la Universidad Federal de Minas Gerais (UFMG) informó que, en una simulación realizada, Minas Gerais experimentará el agotamiento de las camas en la unidad de cuidados intensivos (UCI) entre el 8 y el 14 de mayo.
El 22 de abril de 2020, el Departamento de Salud del estado predijo que el número máximo de personas infectadas debería ocurrir el 3 de junio, con 3,583 nuevos registros ese día según las previsiones. El pronóstico anterior era para un pico de 4.200 casos el 27 de mayo.

## Estadísticas
Los gráficos a continuación muestran el crecimiento de casos y muertes después de la confirmación del primer caso en Brasil (25/02/2020). Los datos provienen de los boletines del Departamento de Salud del Estado (SES).

Casos consolidados en Minas Gerais.
Óbitos consolidados en Minas Gerais.
Casos acumulados en Minas Gerais.
Óbitos acumulados en Minas Gerais.